# إسماعيل كودو
إسماعيل كودو (ولد في 27 سبتمبر 1975) هو لاعب كرة قدم بوركيني محترف سابق لعب مهاجم .

## مسيرته الرياضية
بدأ كودو مسيرته الرياضيه مع نادي أسفا ينيغا، وانضم إلى نادي وداد تلمسان معاراً في صيف عام 2002. وفي الدوري الجزائري الوطني لعب 55 مباراة وسجل سبعة أهداف قبل أن يعود إلى نادي أسفا ينيغا في عام 2004. وبعد نصف عام تمت إعارته مرة أخرى إلى نادي خيطان الكويتي من الدرجة الأولى وسرعان ما عاد إلى أسفا ينيغا في يناير 2006. وبعد عودته لعب لمدة عام واحد مع النادي ثم عاد للكويت مع نادي الجهراء في يونيو 2007.

## مسيرته الدولية
كان كودو جزءًا من منتخب بوركينا فاسو في كأس الأمم الأفريقية عام 1998 في بلده الأصلي، بالإضافة إلى المنتخب الوطني الذي شارك في كأس الأمم الأفريقية عام 2000 التي أقيمت في نيجيريا وغانا.

## روابط خارجية
- إسماعيل كودو على فرق كرة القدم الوطنية.كوم